# 셰어하우스
셰어하우스(share house) 또는 코리빙(co-living)은 공용화된 공간에서 개인적인 공간이 별도로 분리되어 있는 주거형태다.
피가 섞이지 않은 세 명 이상의 사람들이 같은 주거 단위에 거주하는 주거 공동체 생활 모델이다. 일반적으로 코리빙은 비슷한 가치관이나 의도를 가진 사람들에게 공동 주택을 제공하는 일종의 의도적 공동체이다. 코리빙 경험에는 공용 공간에서의 그룹 토론이나 주간 식사가 포함될 수 있지만 종종 공유 작업 공간과 보다 지속 가능한 삶과 같은 공동 노력으로 확장된다. 전 세계적으로 점점 더 많은 사람들이 "편안함, 경제성 및 더 큰 사회적 소속감"을 포함하여 다른 공동 생활 모델(예: 코뮌 또는 코하우징)과 동일한 혜택을 누리기 위해 공동 생활로 전환하고 있다.
현대적 개념으로서의 공동 생활은 영국의 연립 주택, 미국의 하숙집, 인도 서부의 숄과 같은 19세기와 20세기의 공유 생활 모델에 그 기원을 두고 있지만 롱하우스와 같은 고대 공동 생활 형태는 수천 년 전으로 거슬러 올라간다. 현대적인 형태는 도시화율 증가, 저렴한 주택 선택의 부족, 그룹 홈이나 생활 지원을 필요로 하는 장애 비율 증가, 장기간에 의존하지 않는 라이프스타일에 대한 관심 증가 등의 요인이 복합적으로 작용하여 최근 몇 년 동안 두드러지게 나타났다.